# VIII Всемирный фестиваль молодёжи и студентов
VIII Всемирный фестиваль молодёжи и студентов — международный молодёжный фестиваль, который прошёл с 28 июля по 6 августа 1962 года в Хельсинки. Лозунг фестиваля — «За мир и дружбу!».
Всемирная федерация демократической молодежи организовала этот фестиваль совместно с Международным союзом студентов. Председателем финского Национального подготовительного комитета являлся Эле Алениус. Финляндия стала второй страной после Австрии, принявшей у себя это мероприятие, несмотря на то, что она является неприсоединившимся государством. В итоге фестиваль обошелся в 247 млн. марок (4,9 млн. евро в 2013 году).
Открытие состоялось 28 июля на Олимпийском стадионе и от финского правительства со словами приветствия к участникам фестиваля обратилась министр просвещения Арми Хосия. Советскую делегацию из 700 юношей и девушек возглавлял 1-й секретарь ВЛКСМ С. П. Павлов.
В рамках фестиваля было запланировано более 1 000 мероприятий, а его участникам было предоставлено бесплатное питание и жильё в Хельсинки. В нём приняли участие около 18 000 человек из 137 стран. Это было крупнейшее мероприятие, организованное в Хельсинки со времен летних Олимпийских игр 1952 года. По данным местных газет, на заключительном мероприятии фестиваля присутствовало не менее 40 000 человек. Советский космонавт Юрий Гагарин особо отметил участие в фестивале. Торжественное закрытие состоялось 6 августа в парке Кайвопуйсто.
Для многих молодых финнов фестиваль стал первой возможностью познакомиться с молодыми людьми из социалистических стран и развивающихся стран за пределами Европы.

## Делегация  СССР
Советская делегация из 700 участников, которую возглавил 1-й секретарь ВЛКСМ С. П. Павлов, прибыла в Хельсинки на теплоходе «Грузия» (на борту которого и проживала до возвращения). Среди гостей были Герой Социалистического Труда К. А. Северинов, поэты Лев Ошанин и Евгений Евтушенко, художник Виктор Чижиков и кинорежиссёр Сергей Бондарчук. Почётным гостем VIII фестиваля стал Юрий Гагарин, принявший участие в «дне будущего науки и прогресса». Информационный центр советской делегации «Спутник» размещался в специально сооружённом здании в форме цирка-шапито в парке Кайсаниеми недалеко от Длинного моста (фин. Pitkäsilta). Другой клуб («Дружба») находился в здании школы при советском посольстве. Художественная группа делегации насчитывала 370 человек, а в спортивную в том числе входили Валерий Брумель, Пётр Болотников, Ирина и Тамара Пресс, Лайма Балайшите, Юрий Цапенко и футбольный клуб «Спартак» (Москва).
3 августа в честь советской делегации министр иностранных дел Финляндии В. Мерикоски устроил приём, на котором присутствовали председатель Комитета молодёжных организаций СССР П. Н. Решетов и посол СССР в Финляндии А. В. Захаров. В тот же день на теплоходе «Грузия» побывал финский министр финансов О. Карттунен

## Реакция на фестиваль

### Финский приём
Фестиваль не пользовался особой популярностью у руководства Финляндии. Президент Кекконен провёл почти весь фестиваль в своём летнем доме в Култаранте. Из финских политических партий только Финская Народно-демократическая лига, Коммунистическая партия Финляндии и Социал-демократический союз рабочих и мелких землевладельцев с энтузиазмом отнеслись к фестивалю. Однако позже Кекконен лично посетил одно из мероприятий фестиваля.
Местные СМИ молчали о фестивале, за исключением Hufvudstadsbladet, которая заняла нейтральную позицию, и газет FPDL, CPF и SFUWS. Официальная газета фестиваля, Helsinki Youth News, печаталась в типографиях Demokraatti, Helsingin Sanomat и Uusi Suomi.

### Оппозиция
США оказали давление на финское правительство, чтобы оно не разрешило проведение фестиваля в Финляндии. Когда это не удалось, Соединённые Штаты совместно с Великобританией организовали контр-фестиваль. Этим занималась Независимая исследовательская служба, организация, которая также публиковала «Бесплатную трибуну фестиваля» на трёх языках во время фестиваля. Редактором этой газеты был будущий мэр Хельсинки — Юхани Ринне.
Контр-фестиваль был поддержан другими организациями, такими как Программа американской культуры и Швейцарский центр, которые продвигали осведомленность об американской и швейцарской культуре, а также Pax Romana и Лига Карманного Завета Великобритании, которые распространили 100 000 экземпляров Евангелия от Иоанна. Контр-фестиваль также был поддержан такими организациями, как Венгерский союз свободных венгерских студентов и Кубинский Революционный директорио Эстудианте, а также Международным союзом социалистической молодежи и социал-демократическими партиями Северных стран Европы.
Контр-фестиваль финансировался и организовывался ЦРУ и правительством США. В пропагандистских целях среди участников фестиваля поощрялся переход на Запад.

## Фильмы о фестивале
В 1962 году о VIII фестивале в СССР был снят 55-минутный документальный фильм «Солнце, дождь и улыбки» (ЦСДФ, режиссёры Е. И. Вермишева и Л. В. Махнач, сценаристы Л. Зорин и А. Кривопалов).